# Pretty Dead Things
Pretty Dead Things è un romanzo poliziesco di Barbara Nadel pubblicato nel 2007 in Gran Bretagna e ancora inedito in lingua italiana. È il decimo libro della serie che vede protagonista l'ispettore Cetin Ikmen.

## Trama
La scomparsa di Emine Aksu, bellissima cinquantenne con un passato da hippy, porta l'ispettore Ikmen ad indagare sul suo passato e sulla ex-comunità hippy di Istanbul che negli anni settanta si raccoglieva all'interno del Pudding Shop di Sultanhamet. Nel frattempo l'ispettore Suleyman si trova a indagare su un caso di necrofilia. Le due indagini, inizialmente scollegate, si riveleranno presto strettamente legate. Tutto questo si svolge mentre la capitale turca si prepara ad ospitare per la prima volta una finale di Champions League: Milan-Liverpool.